# Carlos Mendive
Carlos Luis Mendive Curcio (Montevideo, 23 de mayo de 1931-12 de setiembre de 2019) fue un escritor uruguayo, Doctor en Derecho y Ciencias Sociales por la Universidad de la República y periodista, oficio que ejerció fundamentalmente en el diario El Día. 

## Biografía
Fue también jefe de prensa y agregado cultural de la embajada uruguaya en Buenos Aires. En ese carácter integró la Asociación de Consejeros y Agregados de Prensa de las Embajadas Iberoamericanas en Buenos Aires (ACAPEI), de la que fue presidente durante el año 1997 y participó en distintas e innumerables actividades culturales, charlas, encuentros y conferencias. De entre ellas, se destaca por su alcance y entrega la visita a escuelas públicas y centros de enseñanza vinculados a Uruguay. Integró, como secretario, la Secretaría Permanente (ROU) del Tribunal Internacional de Salto Grande (1994-1995).
Recibió múltiples distinciones en función de su amplia actividad pública. Fue investido con el título Miembro Titular Honorífico por el Instituto de Derecho Procesal de la Universidad del Salvador, por resolución de septiembre de 2001. Por resolución del 13 de noviembre de 2000 del Instituto de Estudios Artiguistas, fue designado Miembro de Honor en atención a su «relevante personalidad y a su cargo como Agregado Cultural de la Embajada de la República Oriental del Uruguay».

## Obras
- Desde el fémur (1.a ed.).  Montevideo: CBA, 1977.
- Desde el fémur (2.a ed.). Montevideo: Acali Editorial. Ilustraciones de Hermenegildo Sábat y diseño de Horacio Añón. La obra alcanzó hasta la quinta edición.
- Después del fémur. Montevideo: Acali Editorial, 1978. Alcanzó cuatro ediciones. (Prólogo de Aureliano Folle Larreta)
- Los globos. Montevideo: Acali Editorial, 1979.
- Cada noche es un estreno., autoría de Alberto Candeau, colaboración de Carlos Mendive. Montevideo: Acali Editorial, 1980.
- Nuestro amigo José. (1983).
- Los rincones. Acali Editorial, 1983.
- Piedras al Sur. Montevideo: Acali Editorial, 1985.
- Un cálido rincón. Bartolomé Grillo - Carlos Mendive. Montevideo: Ediciones de la Plaza, 1987, Colección Testimonios.
- Chau, fémur. Montevideo: Arca (1993).
- Caretas y antifaces. Montevideo: Ediciones de la Plaza, 2000. Prólogo de Jorge Albistur.
- Leyendas y recuerdos. (2000).
- Y además, Londres. Montevideo, 2012. Prólogo de Jorge Abbondanza.
- Antología Humor a la uruguaya. Selección de Alicia Torres. Montevideo: Colihue Sepé Ediciones.

## Otras publicaciones
- Breve antología del cuento humorístico uruguayo.
- Humor a la uruguaya. Revista bimestral argentina. Número especial dedicado a la cultura uruguaya.

## Periodismo
- Diario El Día, suplemento La Semana
- Guía Financiera
- Hoy es Historia
- Colaborador en las publicaciones del Partido Nacional Línea Blanca Democrática y Patria.
- Revista Márgenes, editada por la Embajada del Uruguay, donde redactó notas a Víctor Hugo Morales, Juan Carlos Mareco, Hermenegildo Sábat, Horacio Ferrer, Berugo Carámbula, Juan Manuel Tenuta, figuras destacadas de la colectividad uruguaya en Buenos Aires.